# ワイヤーカード

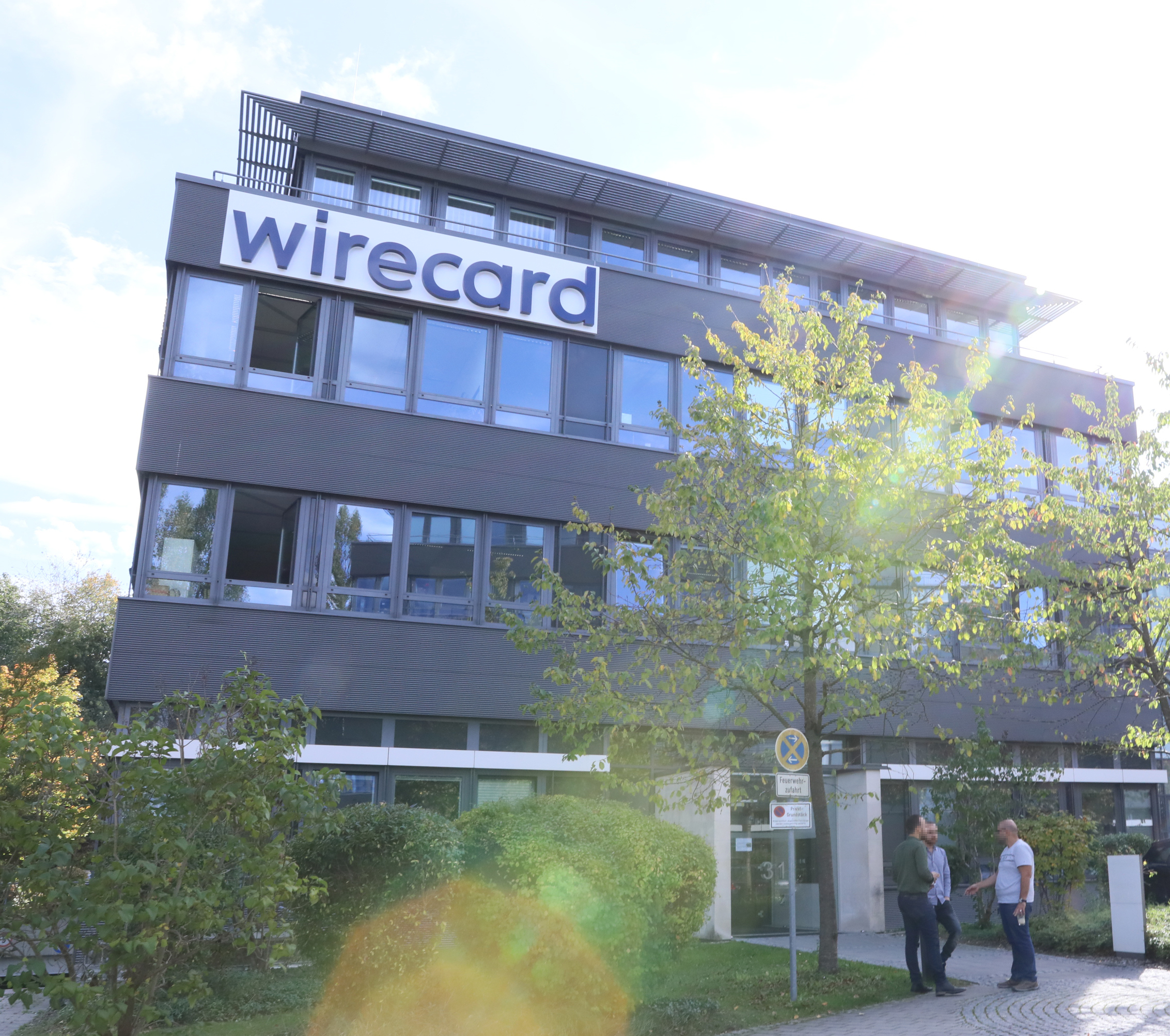
ワイヤーカード本社

ワイヤーカード（ドイツ語: Wirecard AG）は、ドイツ・ミュンヘン近郊のAschheimに本社を置き、決済サービスに関するシステム提供や各種ソリューションを提供していた多国籍企業。世界40カ国以上に拠点を持ち、フランクフルト証券取引所上場企業（FWB: WDI）であったが、不正会計が発覚し、2020年に経営破綻した。

## 沿革
1999年にデトレフ・ホッペンラスによって創業。2002年に一旦経営破綻したがミュンヘンのポルノ関連業者が買収し、更にベルリンのコールセンター業者との合併を経て2005年にフランクフルト証券取引所に株式を上場。2007年にアジア地域に進出した。2009年にシンガポールの決済サービス事業者E-Credit Pte. Ltd.を買収し合併、2012年にモバイル決済ソリューション（mPOS）を開始、同年8月にインドネシアの同業PT Prima Vista Solusiを買収、以降モバイル決済ソリューションへのシフトと、アジア太平洋地域での事業拡大が急速に進んだ。
2015年10月、インドのGreat Indian Retail Groupから決済サービス事業を買収、2016年2月、ブラジルの同業Moip Pagamentos S.A.を買収、2017年3月、シティグループからプリペイドカード事業を買収しアメリカ合衆国に進出した。
ワイヤーカードの事業は、伝統的なPOSやカード発行業務から、NFCやWalletなどのモバイル決済、フィンテック分野などに拡大し、世界200以上の国際的な支払いサービス、また100以上の取引通貨に対応していた。売上はヨーロッパ地域の割合が高いが、資産ではアジア太平洋地域が最大の割合を占めていた。
しかし、実際には遅くとも2015年には同社の事業は赤字になっており、経営陣は売上を水増しするなどの不正会計に手を染めていった。

### 不正会計の発覚と経営破綻
2019年1月英フィナンシャルタイムズ紙(FT)が不正会計の疑いを報じた。4月ソフトバンクグループと戦略提携し、9億ユーロのCBを通じて5.6％の出資を受け入れた。
2020年6月18日に19億ユーロ（約2300億円）の現金の所在不明を認め、19日にCEOのマーカス・ブラウンが辞任した。25日に破産手続きの開始を申請すると表明し、経営破綻した。
ワイヤーカードの会計監査を担当していたのは世界4大会計事務所(Big4)の1つであるアーンスト・アンド・ヤング（EY）であるが、EYは3年もの間預金残高の十分な確認を怠っていたと報じられ、EYはドイツの検察当局から捜査を受けたほか、投資家から訴訟を起こされている。
さらに、2019年にFT紙が不正会計の疑いを報じた際にドイツの連邦金融監督庁(BaFin)が疑惑を追及せず、むしろワイヤーカードを擁護して同社株の空売りを禁止していたことからBaFinへの非難の声が高まり、2021年1月にBaFinのフェリックス・フーフェルト長官が辞任に追い込まれている。
事件発覚後、最高執行責任者（COO）ヤン・マルサレクは、オーストリアからプライベートジェットに乗りモスクワでロシアのパスポートを偽名で取得した。西側の情報機関や安全保障当局はロシアのスパイであった可能性が高いとしている。